# Angle Peak, Alberta
Angle Peak är en bergstopp i Kanada.   Den ligger i provinsen Alberta, i den centrala delen av landet, 3 200 km väster om huvudstaden Ottawa. Toppen på Angle Peak är 2 712 meter över havet, eller 18 meter över den omgivande terrängen. Bredden vid basen är 0,11 km. Angle Peak ingår i The Ramparts.
Terrängen runt Angle Peak är bergig åt sydväst, men åt nordost är den kuperad.Trakten runt Angle Peak är nära nog obefolkad, med mindre än två invånare per kvadratkilometer.. Det finns inga samhällen i närheten. 
Trakten runt Angle Peak består i huvudsak av gräsmarker.